# エンリケ・ゴンザレス
エンリケ・セサル・ゴンザレス・ルーゴ（Enrique César González Lugo , 1982年7月14日 - ）は、ベネズエラのボリバル州出身のプロ野球選手（投手）。

## 経歴

### ダイヤモンドバックス時代
1998年10月30日にアリゾナ・ダイヤモンドバックスと契約。2006年5月28日、メジャーデビューを果たす。同年は、先発18試合を含む22試合に登板した。

### ナショナルズ傘下時代
2007年9月17日にウェーバーでワシントン・ナショナルズへ移籍。

### パドレス時代
2008年2月5日にウェーバーでサンディエゴ・パドレスへ移籍。11月3日にFAとなった。

### レッドソックス時代
2008年12月10日にボストン・レッドソックスと契約。
2009年開幕前の3月に第2回WBCのベネズエラ代表に選出された。3試合に登板し（うちイタリア戦は先発）1勝1ホールドをあげた。シーズンでは10月6日にFAとなった。

### タイガース時代
2009年12月4日にデトロイト・タイガースと契約。
2010年はリリーフで18試合に登板し、防御率3.81の成績を残す。10月5日にFAとなったが、11月20日に再契約した。
2011年は8試合の登板に留まり、防御率10.00と打ち込まれてしまった。11月2日にFAとなった。

### 西武時代
2011年11月8日から、埼玉西武ライオンズで入団テストを受け、紅白戦では149km/hを計測し4三振を奪った。このときテストを受けた3投手の中で唯一合格し、12月17日に西武と契約を結んだ。
2012年は当初、先発に転向する牧田和久に代わる抑えとして期待されたが、初登板となった3月31日の日本ハム戦でセーブ機会に失敗し敗戦投手となるとその後も不安定な投球を繰り返し、4月30日のオリックス戦でアーロム・バルディリスにサヨナラ本塁打を打たれ、5月4日に二軍落ちした。その後、抑えはゴンザレスと入れ替わりで昇格した涌井秀章が、前年の牧田と同様先発から転向して務めることになる。
涌井が登録抹消されたのを受けて5月22日に再昇格しリリーフで3試合に登板するが、ここでも結果を残せずに再度二軍落ち。その後は先発として調整して7月14日のオリックス戦で初先発し、5回1失点で来日初勝利を挙げた。この日はゴンザレスの誕生日であった。その後も先発で2試合に登板したが、8月5日にホセ・オーティズとの入れ替えで登録抹消されてからは一軍出場はなく、10月1日に戦力外通告を受けた。10月9日、自由契約公示された。

### メキシカンリーグ時代
2013年開幕前の3月に第3回WBCのベネズエラ代表に選出され、2大会連続2度目の選出を果たした。その後、メキシカンリーグのメキシコシティ・レッドデビルズと契約を結んだ。

### IBL時代
2014年は、イタリアンベースボールリーグ(IBL)のリミニ・ベースボールクラブと契約した。オフには母国ベネズエラのウィンターリーグ・リーガ・ベネソラーナ・デ・ベイスボル・プロフェシオナルのティブロネス・デ・ラ・グアイラに参加した。
2015年2月12日にトマッシン・パドヴァと契約するも、同年限りで退団した。オフはベネズエラのウィンターリーグでプレー。

## 詳細情報

### 年度別投手成績
| 年 度    | 球 団    | 登 板 | 先 発 | 完 投 | 完 封 | 無 四 球 | 勝 利 | 敗 戦 | セ 丨 ブ | ホ 丨 ル ド | 勝 率 | 打 者 | 投 球 回 | 被 安 打 | 被 本 塁 打 | 与 四 球 | 敬 遠 | 与 死 球 | 奪 三 振 | 暴 投 | ボ 丨 ク | 失 点 | 自 責 点 | 防 御 率 | W H I P |
| -------- | -------- | ----- | ----- | ----- | ----- | -------- | ----- | ----- | -------- | ----------- | ----- | ----- | -------- | -------- | ----------- | -------- | ----- | -------- | -------- | ----- | -------- | ----- | -------- | -------- | ------- |
| 2006     | ARI      | 22    | 18    | 0     | 0     | 0        | 3     | 7     | 0        | 0           | .300  | 462   | 106.1    | 114      | 14          | 34       | 0     | 4        | 66       | 1     | 0        | 71    | 67       | 5.67     | 1.39    |
| 2007     | ARI      | 1     | 0     | 0     | 0     | 0        | 0     | 0     | 0        | 0           | ----  | 11    | 2.0      | 4        | 0           | 1        | 0     | 0        | 0        | 0     | 0        | 4     | 3        | 13.50    | 2.50    |
| 2008     | SD       | 4     | 0     | 0     | 0     | 0        | 1     | 0     | 0        | 0           | 1.000 | 15    | 3.1      | 4        | 0           | 2        | 0     | 0        | 1        | 0     | 0        | 4     | 4        | 10.80    | 1.80    |
| 2009     | BOS      | 2     | 0     | 0     | 0     | 0        | 0     | 0     | 0        | 0           | ----  | 18    | 3.2      | 5        | 1           | 2        | 0     | 0        | 1        | 0     | 0        | 2     | 2        | 4.91     | 1.91    |
| 2010     | DET      | 18    | 0     | 0     | 0     | 0        | 0     | 1     | 0        | 0           | .000  | 107   | 26.0     | 21       | 4           | 17       | 0     | 0        | 13       | 1     | 0        | 11    | 11       | 3.81     | 1.46    |
| 2011     | DET      | 8     | 0     | 0     | 0     | 0        | 0     | 0     | 0        | 0           | ----  | 44    | 9.0      | 12       | 1           | 7        | 2     | 0        | 3        | 0     | 0        | 10    | 10       | 10.00    | 2.11    |
| 2012     | 西武     | 16    | 2     | 0     | 0     | 0        | 2     | 5     | 3        | 0           | .286  | 121   | 23.0     | 40       | 2           | 12       | 3     | 3        | 16       | 3     | 1        | 19    | 18       | 7.04     | 2.26    |
| MLB：6年 | MLB：6年 | 55    | 18    | 0     | 0     | 0        | 4     | 8     | 0        | 0           | .333  | 657   | 150.1    | 160      | 20          | 63       | 2     | 4        | 84       | 2     | 0        | 102   | 97       | 5.81     | 1.48    |
| NPB：1年 | NPB：1年 | 16    | 2     | 0     | 0     | 0        | 2     | 5     | 3        | 0           | .286  | 121   | 23.0     | 40       | 2           | 12       | 3     | 3        | 16       | 3     | 1        | 19    | 18       | 7.04     | 2.26    |

### 記録
NPB
- 初登板：2012年3月31日、対北海道日本ハムファイターズ2回戦（札幌ドーム）、9回裏に5番手で救援登板、1/3回2失点で敗戦投手
- 初セーブ：2012年4月1日、対北海道日本ハムファイターズ3回戦（札幌ドーム）、9回裏に3番手で救援登板・完了、1回無失点
- 初奪三振：同上、9回裏に小谷野栄一から空振り三振
- 初先発・初勝利：2012年7月14日、対オリックス・バファローズ9回戦（ほっともっとフィールド神戸）、5回1失点

### 背番号
- 49 （2006年）
- 48 （2007年）
- 52 （2008年）
- 51 （2009年）
- 21 （2010年 - 2011年）
- 50 （2012年）

### 代表歴
- 2009 ワールド・ベースボール・クラシック・ベネズエラ代表
- 2013 ワールド・ベースボール・クラシック・ベネズエラ代表